# European Intervention Initiative

Medlemsländerna i European Intervention Initiative

European Intervention Initiative (EI2) är ett fransklett militärt samarbete bestående av Frankrike, Tyskland, Spanien, Storbritannien, Belgien, Danmark, Nederländerna, Estland, Finland, Portugal Norge och Sverige. Den 25 juni 2018 undertecknades en avsiktsförklaring (en. Letter of intent) i Luxemburg av medlemsstaterna.Finland anslöt sig den 7 november 2018 och Sverige anslöt sig den 20 september 2019.